# Hubert Wicker
Hubert Wicker (* 12. September 1948 in Ebingen, heute zu Albstadt) war von 1. Juni 2016 bis September 2017 Ministerialdirektor im Ministerium für Wirtschaft, Arbeit und Wohnungsbau des Landes Baden-Württemberg. Zuvor war er Direktor des Landtages von Baden-Württemberg. Vom 1. Juli 2018 bis zum 30. Juni 2021 war Wicker ehrenamtlicher Präsident der Führungsakademie Baden-Württemberg.

## Berufliche Laufbahn
Nach dem Studium der Rechtswissenschaften in Tübingen legte Wicker 1974 das Erste und 1977 das Zweite juristische Staatsexamen ab. Nach einer kurzen Tätigkeit als Rechtsanwalt, war er zwischen 1978 und 1984 Parlamentarischer Berater im baden-württembergischen Landtag tätig. Anschließend arbeitete er sieben Jahre lang im baden-württembergischen Innenministerium, zuletzt als stellvertretender Leiter der Abteilung Straßenbau.
Nach der Wiedervereinigung wechselte Wicker in die neuen Bundesländer und war dort von 1991 bis 1997 Staatssekretär und Amtschef im Sächsischen Staatsministerium des Inneren. 1997 kam er in seine Heimat zurück und wurde Regierungspräsident im Regierungspräsidium Tübingen.
Im Juli 2006 wurde Wicker Ministerialdirektor im Finanzministerium Baden-Württemberg. Zum 16. Juli 2007 berief ihn Ministerpräsident Günther Oettinger zum Staatssekretär und Chef der Staatskanzlei im Staatsministerium Baden-Württemberg. Wicker vertrat den Regierungschef in Verwaltungsangelegenheiten. Unter der Leitung von Wicker wurde in der Runde der Amtschefs der Ministerien die wöchentliche Kabinettssitzung vorberaten.
Von 2011 bis 2016 war er Landtagsdirektor im Landtag von Baden-Württemberg. Seit 1. Juni 2016 war Hubert Wicker Ministerialdirektor im Ministerium für Wirtschaft, Arbeit und Wohnungsbau des Landes Baden-Württemberg. Ende September 2017 wurde er in den Ruhestand verabschiedet. Ihm folgte Michael Kleiner nach.
Am 1. Juli 2018 wurde Hubert Wicker zum Präsident der Führungsakademie Baden-Württemberg bestellt. Ende Juni 2021 wurde er als Präsident verabschiedet.
Hubert Wicker war zudem Kirchenbeauftragter der Landesregierung. Hubert Wicker ist Ehrenvorsitzender und Gründer des Fördervereins Schwäbischer Dialekt sowie stellvertretender Vorsitzender der Museumsgesellschaft in Tübingen. Er war 15 Jahre auch stellvertretender Vorsitzender des Vereins der Freunde der Erzabtei St. Martin in Beuron.
Seit 2008 ist Hubert Wicker im Stiftungsrat der Deutschen Kinderkrebsnachsorge – Stiftung für das chronisch kranke Kind in Tannheim bei Villingen-Schwenningen, die sich für Familien mit chronisch kranken Kindern einsetzt. Hubert Wicker war von Juli 2014 bis 2019 Vorsitzender des Stiftungsrats der Albertus-Magnus-Schulstiftung in Stuttgart sowie Mitglied des Kreistags Tübingen von 2014 bis 2019. Er ist seit 2016 Justitiar des DRK-Kreisverbandes Tübingen. 
Seit Januar 2019 ist Hubert Wicker Vorsitzender der „Mobbing-Kommission“ der Diözese Rottenburg-Stuttgart. Wicker ist Mitglied der CDU.

## Familie
Hubert Wicker ist verheiratet und hat eine Tochter.